# Renate Berger (Moderatorin)
Renate Berger (geb. vor 1997) ist eine Moderatorin.

## Leben
Berger ist die Künstlerische Leiterin der Comedy-Sendung Quatsch Comedy Club. Zusammen mit dem Moderator der Sendung, Thomas Hermanns, gewann sie 1997 den deutschen Comedypreis in der Kategorie Deutscher Comedypreis, 2000 in der Kategorie Beste Comedy-Show und 2012 den Sonderpreis für das 20-jährige Bestehen der Comedy-Sendung.